# فالنتين باور
فالنتين باور هو سياسي ألماني، ولد في 19 ديسمبر 1891 في آوغسبورغ في ألمانيا، وتوفي بنفس المكان في 25 يونيو 1971. نشط حزبياً في الحزب الديمقراطي الاجتماعي الألماني. وقد انتخب عضو مجلس الشورى الموحد لبافاريا ‏ وانتخب عضو في البوندستاغ الألماني خلال فترته النيابية ‏ (7 سبتمبر 1949 – 7 سبتمبر 1953).